# Diospyros affinis
Diospyros affinis är en tvåhjärtbladig växtart som beskrevs av George Henry Kendrick Thwaites. Diospyros affinis ingår i släktet Diospyros och familjen Ebenaceae. Inga underarter finns listade i Catalogue of Life.